# 谁带回了杜伦迪娜
《谁带回了杜伦迪娜》（法文：Qui a ramené Doruntine?）是阿尔巴尼亚作家伊斯梅尔·卡达莱于1980年出版的一部长篇小说。原作用法语写成。

## 内容简介
远嫁到异国他乡三年的杜伦迪娜在一个夜晚回到了家，对于如此长的路程，人们好奇的是是谁带回了她？而杜伦迪娜的回答却是自己的哥哥康斯坦丁。但康斯坦丁在杜伦迪娜出嫁后已经因战争去世，早已躺在教堂的墓穴中。种种迹象都表明康斯坦丁从墓穴中爬出后，骑马到了有几十天路程远的杜伦迪娜的丈夫家，将杜伦迪娜带回了家，完成了自己生前的诺言。警官斯特斯接收了该案，在经过了长时间的调查之后，他最终在国王与大主教的见证下向百姓宣布了案子的结果：正是康斯坦丁带回了杜伦迪娜。

## 故事来源
本故事取材自流行于巴尔干半岛的一个传奇故事。

## 中译本
- 《谁带回了杜伦迪娜》 邹琰译，花城出版社2012年。